# U-Bahnhof Bonola
Der U-Bahnhof Bonola ist ein unterirdischer Bahnhof der Linie 1 der U-Bahn Mailand. Er befindet sich im Nordwesten der Stadt, nahe dem gleichnamigen Platz (Piazza Bonola) im Stadtteil Gallaratese.

## Geschichte
Der U-Bahnhof wurde am 12. April 1980 als Teil der Verlängerung der Linie 1 von QT8 zur neuen Endstation San Leonardo in Betrieb genommen.

## Anbindung
| Linie | Verlauf |
| ----- | --- |
|       | Sesto 1º Maggio FS – Sesto Rondò – Sesto Marelli – Villa San Giovanni – Precotto – Gorla – Turro – Rovereto – Pasteur – Loreto – Lima – Porta Venezia – Palestro – San Babila – Duomo – Cordusio – Cairoli – Cadorna FN – Conciliazione – Pagano – Buonarroti – Amendola – Lotto – QT8 – Lampugnano – Uruguay – Bonola – San Leonardo – Molino Dorino – Pero – Rho Fiera – Wagner – De Angeli – Gambara – Bande Nere – Primaticcio – Inganni – Bisceglie |